# Бджола медоносна

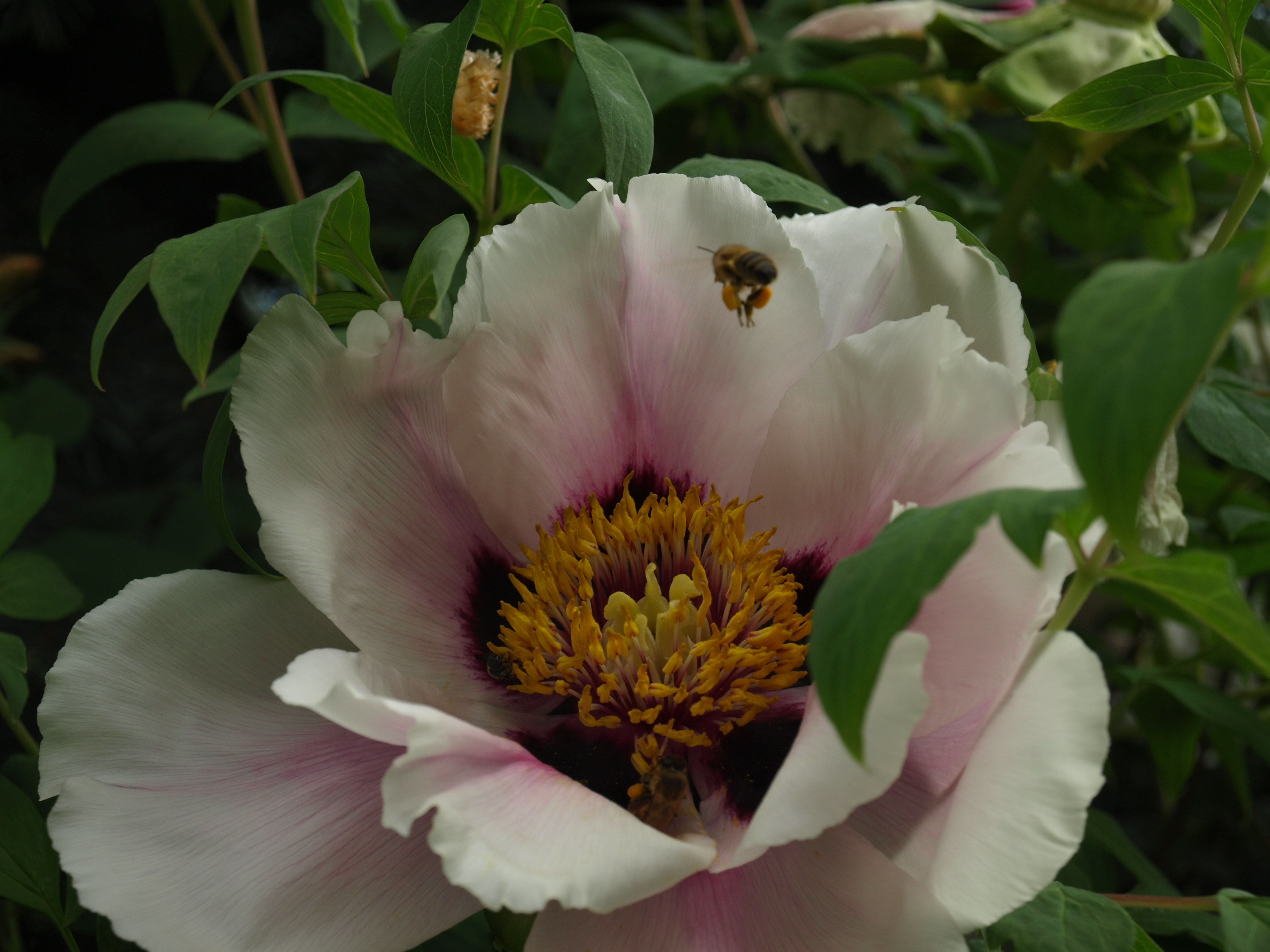

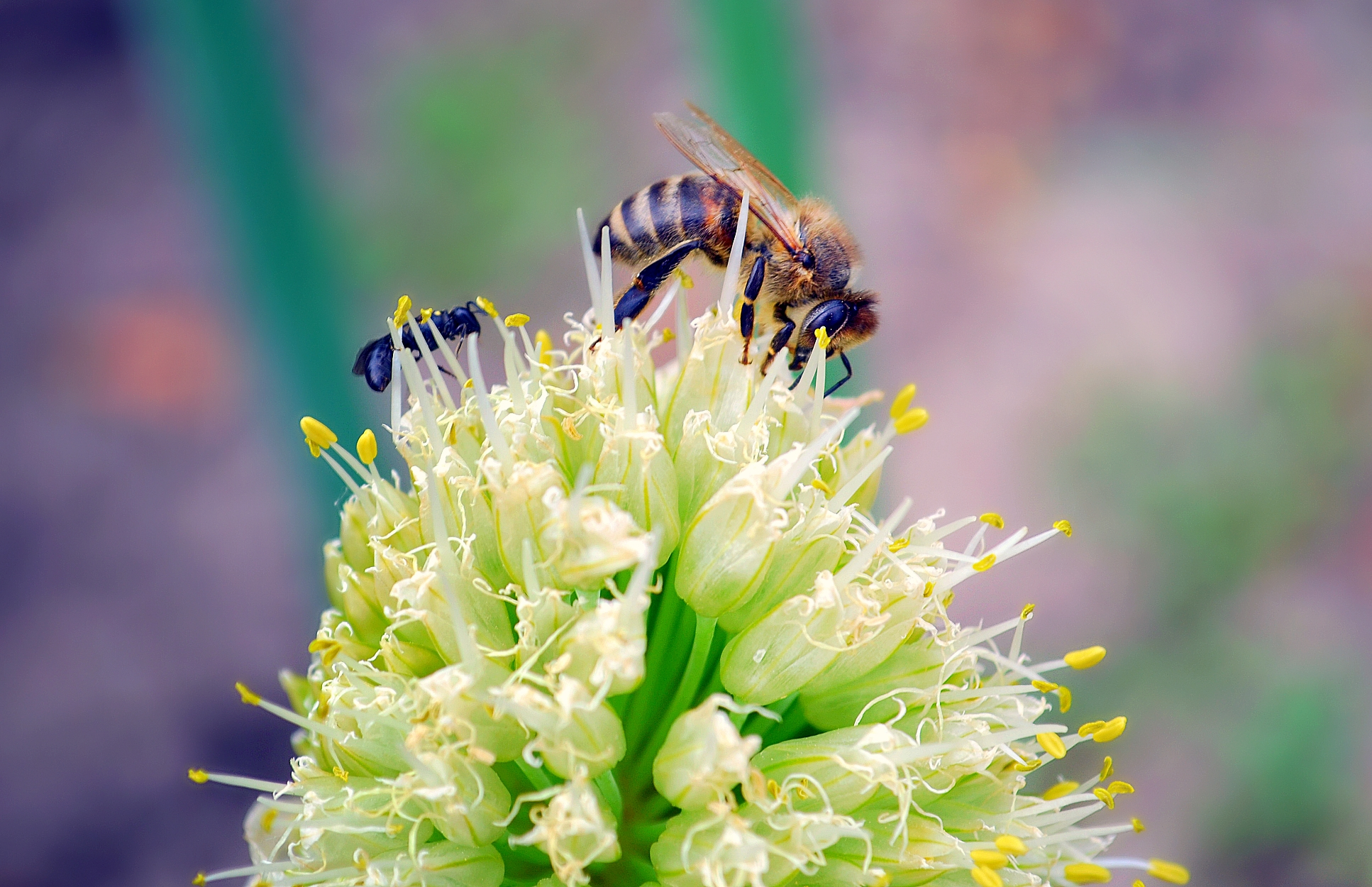

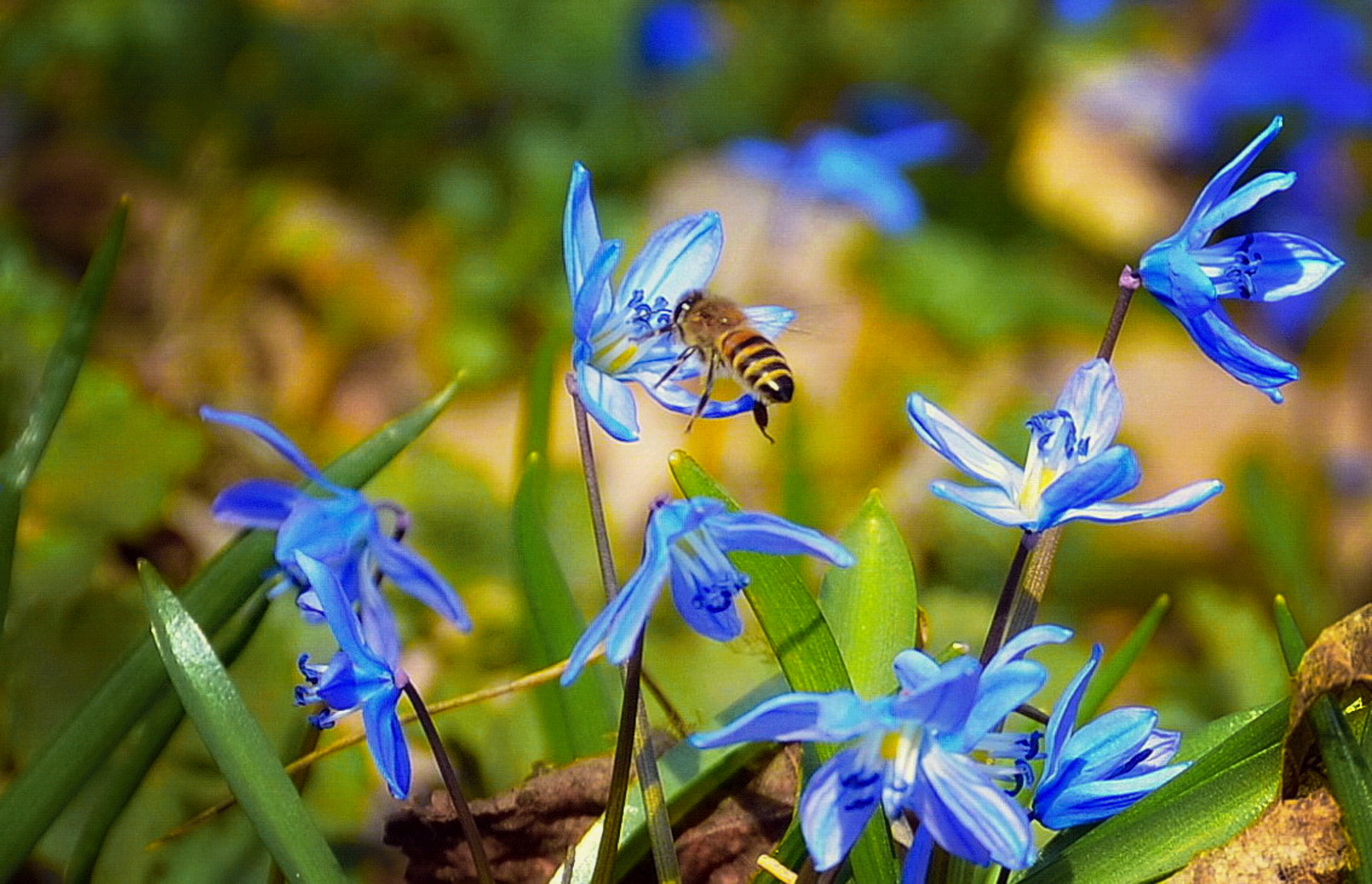
Бджола́ медоно́сна (Apis mellifera) в березні на пролісках

Бджола́ медоно́сна (Apis mellifera) — вид медоносних бджіл, що належить до класу комах (Insecta), ряду перетинчастокрилих (Hymenoptera), родини справжніх бджолиних (Apidae). Свійська комаха, стратегічний запилювач квіткових рослин. Бджола медоносна й шовкопряд шовковичний — єдині комахи, яких вдалося одомашнити людині. 

## Етимологія

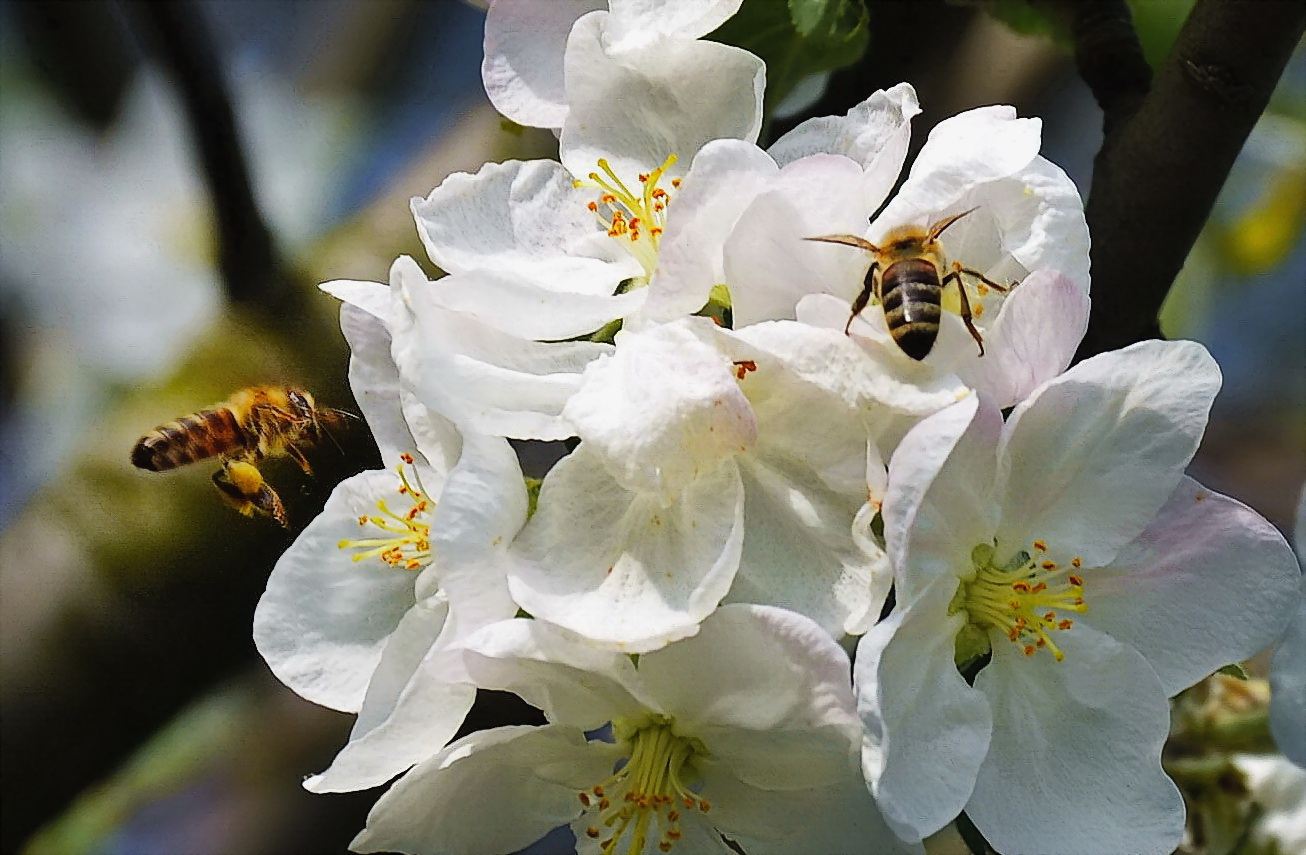
Бджоли медоно́сні в пошуку нектару

Латинська наукова назва виду — Apis mellifera. Родова назва apis в перекладі з латинської мови означає «бджола»; видова назва mellifera також має латинські корені: melli означає «мед», а ferre «нести». Буквально — бджола, що носить мед. Звідси й українська калькована назва виду — бджола медоносна. Наукову назву виду в 1758 році створив шведський натураліст Карл Лінней. Але, зрозумівши, що бджоли несуть не мед, а нектар, пізніше в наступній публікації спробував виправити її на Apis mellifica, тобто бджола, що робить мед. Утім, згідно з правилами синонімії в зоологічній номенклатурі, перевагу слід надавати старішій назві. Тому некоректна назва так і залишилася в обігу в науковій літературі. 

## Географічне поширення
Як свідчать генетичні дані, бджоли медоносні спочатку з'явилися в Африці, звідки вони стали поширюватися в Європу та Азію. Сьогодні бджоли медоносні поширені по всьому світу (крім, звичайно, Арктики, Антарктиди та пустелі Сахара): Африка, Австралія, Кариби, Європа, Північна Азія (зокрема Китай), Центральна Америка, Північна Америка, Океанія, Південна Америка, Південна Азія.

## Породи медоносних бджіл

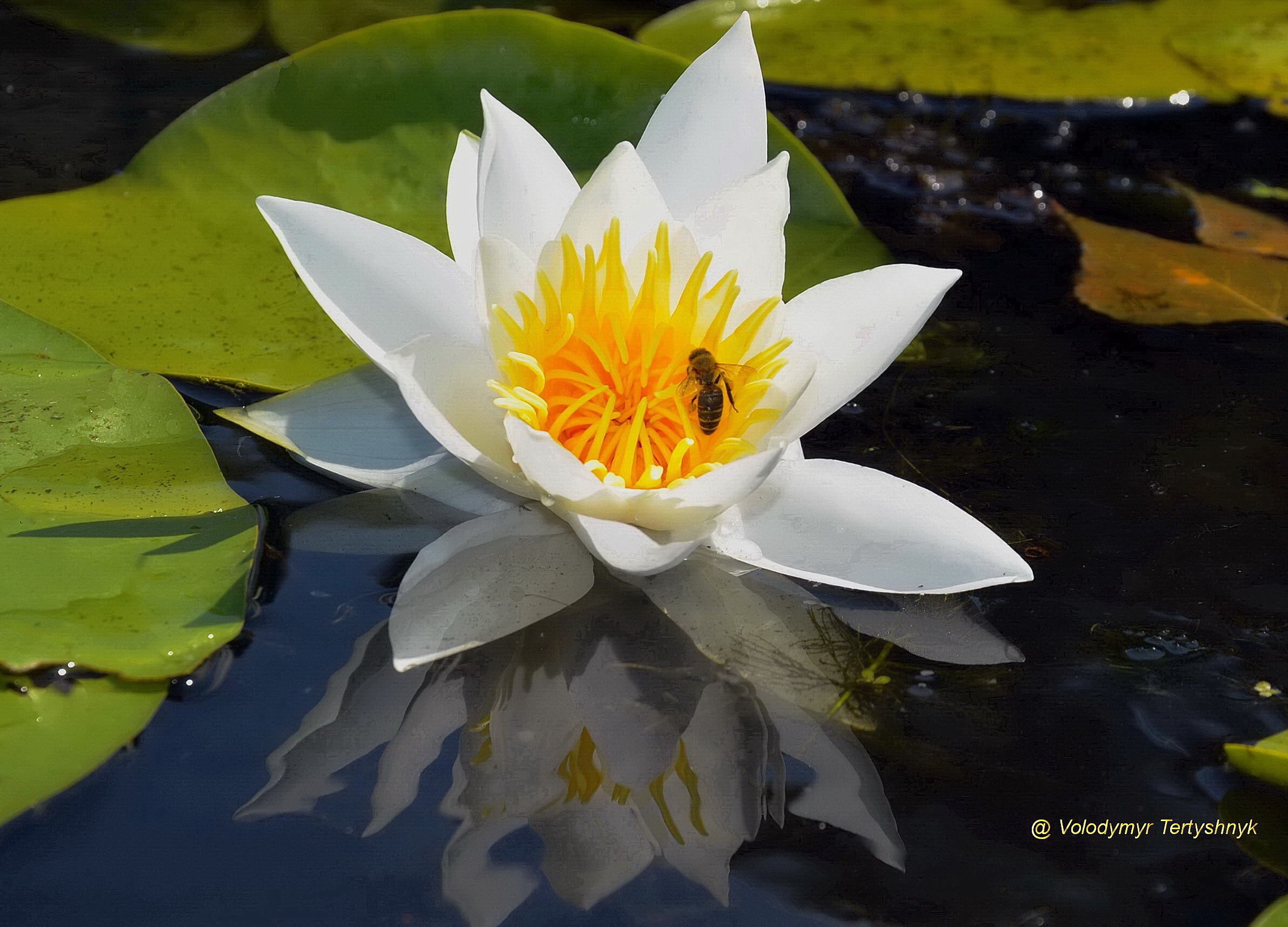
Бджола українська степова на Білих водяних Лілеях

Виділяють різні породи (або раси) медоносних бджіл, що розрізняються за місцем виведення. Інститутом бджільництва, що проводив виробничі випробування, встановлено, що сім'ї місцевих бджіл збирають в середньому по 33,9 кг меду за сезон, сім'ї чистопородних найпродуктивніших для даної місцевості бджіл — по 49,5 кг, а сім'ї-гібриди першого покоління — по 55, 7 кг. Матки, отримані з сімей-гібридів, поступаються за продуктивністю чистопорідним сім'ям та сім'ям-гібридам першого покоління. В Україні зустрічаються породи:
- українська степова — Apis mellifera sossimai,
- карпатська — Apis mellifera carpatica,
- країнська — Apis mellifera carnica,
- європейська темна — Apis mellifera mellifera,
- жовта кавказька — Apis mellifera remipes,
- італійська — Apis mellifera ligustica,
- Бджола українська степова на Білих водяних Лілеяхсіра гірська кавказька — Apis mellifera caucasica.

## Морфологія

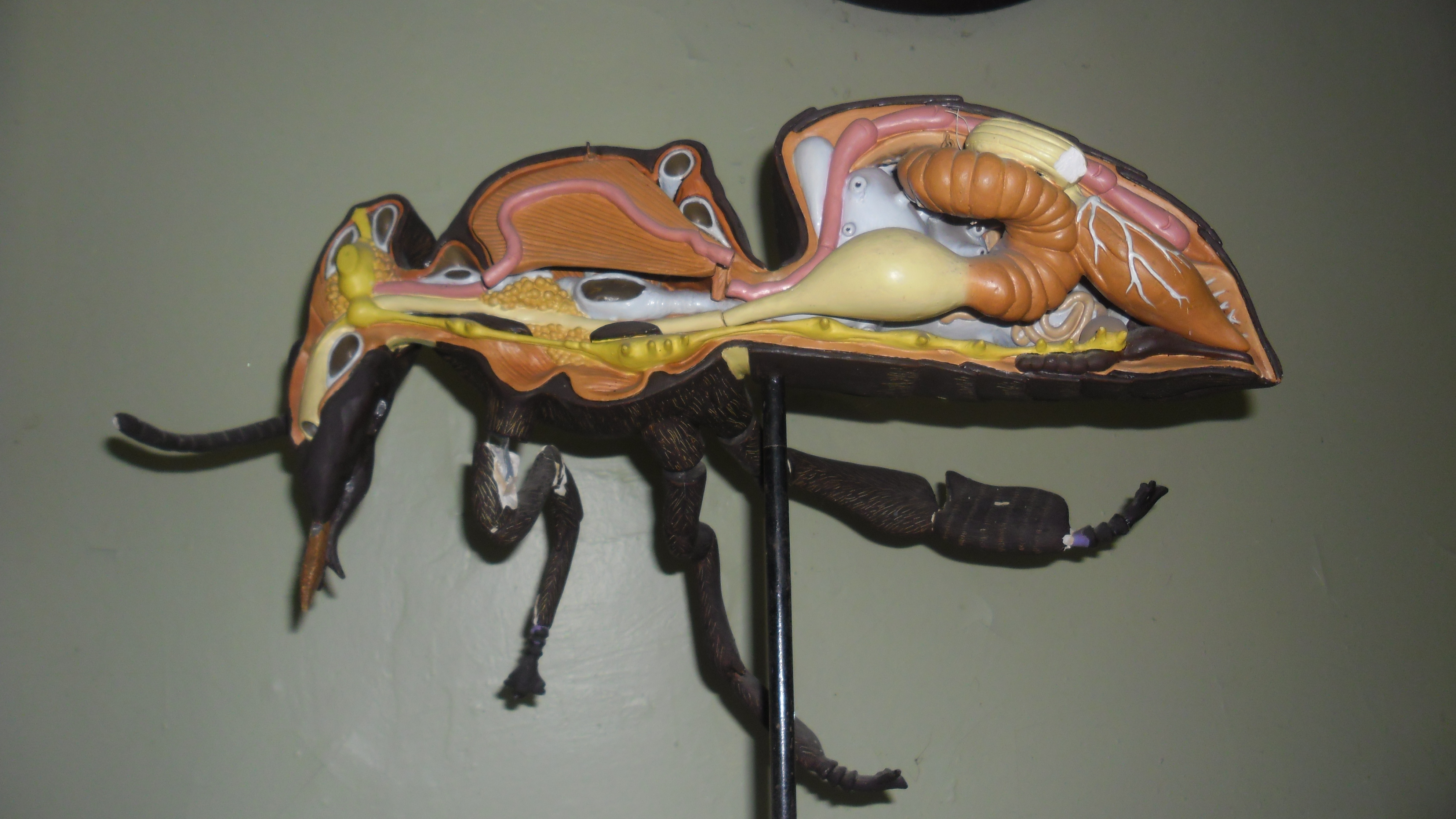
Бджола.

Тіло бджоли поділяється на три відділи: голову, груди і черевце́. На голові двоє складних фасеткових очей і три простих очка, довгі вусики, ротовий отвір з ротовими придатками. До грудей прикріплені дві пари перетинчастих крил, які дають змогу бджолі добре літати, і три пари ніг. Ноги бджоли служать не лише для пересування, а й для збирання й перенесення пилку з квітів. На відміну від трутнів, у маток і робочих бджіл є жалоносний апарат. Зовнішній покрив бджоли — хітин..

## Розмноження
І в матки, і в трутня, і в робочої бджоли є статевий апарат. Утім, на відміну від маток і трутнів, статевий апарат робочих бджіл недорозвинений. Пов'язано це з тим, що основна функція маток і трутнів полягає в заплідненні та відкладанні яєць. Робочі ж бджоли виконують інші функції.

## Геном
Міжнародній групі вчених на чолі з доктором Джорджем Вейнстоком (George Weinstock) із Медичного інституту Бейлора вдалося прочитати геном бджоли медоносної. Таким чином, Apis mellifera стала третьою комахою (після дрозофіли чорночеревої та малярійних комарів), геном якої повністю відомий. На розшифрування вчені витратили рік та приблизно 8 мільйонів доларів. Геном виду удесятеро менший за геном людини і містить приблизно 300 мільйонів основних пар ДНК.

## Хвороби та паразити медоносних бджіл
Захворювання бджіл діляться на заразні та незаразні хвороби.
Збудники інфекційних хвороб. Мікроорганізми спричинюють інфекційні хвороби бджіл. До таких мікроорганізмів можна віднести:
- Бактерії, які породжують у бджіл різні бактеріальні захворювання: американський і європейський гнилець, паратифи бджіл, септицемія бджіл
- Віруси, які спричинюють вірусні хвороби: параліч, мешотчатий розплід
- Грибки, які породжують мікози: меланоз, аскосфероз, аспергільоз
- Рикетсії, які спричинюють риккетсіоз бджіл.

Збудники інвазійних хвороб
Інвазійні хвороби у бджіл спричинюють паразити, до яких можна віднести наступні:
- Найпростіші, які зумовлюють різні протозойні захворювання: лептомоноз, амебіаз, нозематоз, грегаріноз
- Кліщі, які зумовлюють: варроатоз, акарапідоз
- Гельмінти, які спричинюють мермітідо
- Комахи, які породжують ентомози: сенотаініоз, мелеоз, браульоз, фізоцефалез.

Особливу групу інвазійних хвороб складають всілякі шкідники бджіл. Порівнюючи збудники хвороб зі шкідниками бджіл, можна зробити закономірний висновок: перші спричинюють захворювання і загибель безпосередньо личинок і бджіл, другі руйнують бджолине гніздо або всю бджолину сім'ю цілком.
Шкідники бджіл поділяються на:
- Паразити, які постійно або тимчасово живуть у самих бджолиних сім'ях.
- Хижаки, які мешкають неподалік від пасіки.

## Бджола медоносна в культурі
З давніх-давен бджоли медоносні відіграють надзвичайно важливе значення для людини, яка давно помітила користь від споживання меду, а також лікувальні властивості прополісу, теж важливого продукту діяльності бджіл. Люди збирали мед ще в часи кам'яної доби, про що, зокрема, свідчить стародавній наскельний малюнок у Павучих печерах, на якому зображено людину, що виймає стільники з бджолиного кубла. Образ медоносних бджіл неодноразово використовували у фольклорі, художній літературі, фільмах, комп'ютерних іграх, філателії та геральдиці.   20 травня Всесвітній день бджіл.

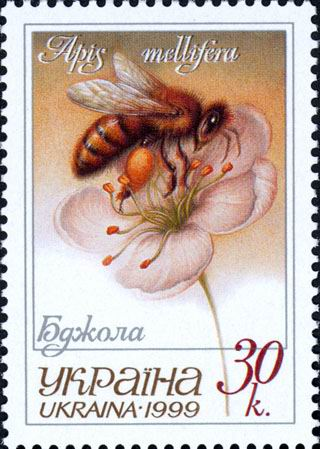
Apis mellifera на українській поштовій марці
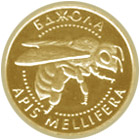
Присвячена бджолі золота пам'ятна монета номіналом 2 гривні, випущена Національним банком України
Герб Сімферополя, на якому зображено бджолу в польоті